# 王亮 (北魏)
王亮，字平诚，北魏官员，自称太原郡晋阳县（今山西省太原市）人。王叡、王谌、王魏诚的弟弟。
承明初年，擢升为中散。告发沙门法秀谋反，转任为冠军将军，赐爵永宁侯，加给事中。出为安西将军、泰州刺史。后转任为陕州刺史，因事免官。在家中去世。

## 家族
其子王洪寿，早卒。王洪寿子王元景，正光年间，恢复先爵，降为永宁伯，死后无子。王亮的小儿子、王洪寿之弟王嶷。